# Kuhlen-Wendorf
Kuhlen-Wendorf is een gemeente in de Duitse deelstaat Mecklenburg-Voor-Pommeren, en maakt deel uit van het Landkreis Ludwigslust-Parchim.
Kuhlen-Wendorf telt 803 inwoners.